# Bel-ibni
Bel-ibni (ou Bêl-ibni) était un noble babylonien nommé roi de Babylone par Sennacherib en 702 av. J.-C. puis détrôné en 700 av. J.-C.
En 702 av . J.-C., après la défaite et l'exil de Merodach-Baladan II, Sennacherib victorieux, projette alors de placer sur le trône quelqu'un de confiance et facilement manipulable. Il décide donc de nommer un noble élevé à la cour assyrienne : Bel-Ibni. En effet, Babylone était dans l'Empire assyrien depuis 729.
L'expérience avec un roi natif comme pantin est à peine plus réussie que le contrôle assyrien direct. Bientôt Bel-Ibni conspire avec les Chaldéens et les Élamites contre les Assyriens.
Lorsque Merodach-Baladan II pousse à la révolte la région, avec l'aide des Elamites, Bel-Ibni se joint à la coalition
Après la mise en déroute de celle-ci en 700, Sennacherib met sur le trône babylonien son fils ainé Assur-nadin-shumi (700-694).
Bel-Ibni fut alors envoyé en exil en Assyrie.